# جورج لويس (أستاذ جامعي)
جورج لويس (بالإنجليزية: George Lewis)‏ هو عازف جاز أمريكي، ولد في 14 يوليو 1952 في شيكاغو في الولايات المتحدة.

## وصلات خارجية
- جورج لويس على موقع ميوزك برينز (الإنجليزية)
- جورج لويس على موقع أول ميوزيك (الإنجليزية)
- جورج لويس على موقع ديسكوغز (الإنجليزية)